# Amolops lifanensis
Amolops lifanensis es una especie de anfibio anuro de la familia Ranidae.

## Distribución geográfica
Es endémica de la provincia de Sichuan (China).

## Estado de conservación
Se encuentra amenazada por la pérdida de su hábitat natural.